# كودي دوردن
كودي دوردن (بالإنجليزية: Cody Durden؛ مواليد 29 مارس 1991) هو مُقاتل فنون قتالية مختلطة أمريكي.

## وصلات خارجية
- كودي دوردن على موقع بوكس ريك (الإنجليزية) (registration required)
- كودي دوردن على موقع يو إف سي (الإنجليزية)
- كودي دوردن على موقع شيردوغ (الإنجليزية)
- كودي دوردن على موقع Tapology.com (الإنجليزية)